# ウルトラC (ナオト・インティライミのアルバム)
『ウルトラC』（ウルトラシー）は、日本のシンガーソングライター・ナオト・インティライミが2009年5月13日にユニバーサルシグマから発売した1枚目のミニアルバムである。

## 内容
- ナオト・インティライミ名義では初となるミニアルバム。
- 2009年5月13日にインディーズ1st ミニアルバム（タワーレコード限定販売）としてリリースされ[1][2]、その後2010年7月7日に発売されたメジャー1stフルアルバム『Shall we travel??』と同時発売で全国共通盤として再リリースされた[3]。

## 収録曲
1. Good morning [5:02]
  - 作詞・作曲：ナオト・インティライミ / 編曲：ナオト・インティライミ、GIRA MUNDO
2. How many times⁈ [4:23]
  - 作詞・作曲・編曲：ナオト・インティライミ
3. ため息インジケーター [5:13]
  - 作詞・作曲・編曲：ナオト・インティライミ
4. マワセ マワセ [3:28]
  - 作詞・作曲・編曲：ナオト・インティライミ
5. 風マカセ [4:11]
  - 作詞・作曲：ナオト・インティライミ / 編曲：ナオト・インティライミ、GIRA MUNDO
6. 夢花火[4:15]
  - 作詞・作曲・編曲：ナオト・インティライミ

## 参加ミュージシャン
- ナオト・インティライミ：ボーカル、ギター & プログラミング・インティライミ (全曲)
- GIRA MUNDO：プログラミング & ギター・インティライミ (全曲)
- 波田野哲也：ドラム・インティライミ (#2,3,4)
- 鈴木渉：ベース・インティライミ (#2,3,4)
- 木島靖夫：ギター・インティライミ (#2,3,4)
- 宮崎裕介：キーボード・インティライミ (#2,3,4)
- 大久保薫：プログラミング & キーボード・インティライミ (#2,3,4)